# Initiatives et Changement France
 (février 2021).
Initiatives et changement est une association loi de 1901 reconnue d’utilité publique, non confessionnelle et apolitique,  qui  propose de contribuer à la promotion de la réconciliation, de la paix et de la confiance entre groupes humains différents en agissant sur les comportements. Initiatives et Changement propose à chacun de prendre  l’initiative et d’être un moteur de ce changement responsable et créateur de paix.
L’association Initiatives et changement est agréée "Jeunesse et Éducation Populaire" par le Ministère de la Jeunesse et des Sports. L'association est rattachée à une ONG internationale du même nom (Association internationale Initiatives et Changement / Initiatives of Change) qui bénéficie du statut consultatif spécial auprès du Conseil Économique et Social des nations Unies et du statut participatif auprès du Conseil de l'Europe.

## Historique
L’association loi de 1901 Initiatives et changement a été fondée en 1952. C’est une association laïque à objectif social et humanitaire. Les statuts révisés en 2002 ont modifié le nom de l’association qui était initialement Association pour le Réarmement Moral. Capitalisant sur l’élan de la réconciliation franco-allemande auquel le mouvement avait contribué avant même d’être constitué en association en accompagnant notamment la députée SFIO Irène Laure, ancienne résistante, dans ses démarches de main tendue envers les Allemands, l’association Initiatives et Changement s’est investie dans les relations sociales et dans le dialogue dans la décolonisation. 
Parmi les présidents successifs de l’association, on relève les noms de Maurice Nosley, polytechnicien, ancien résistant (réseau Jonque), engagé en faveur de la réconciliation franco-allemande avec le Réarmement moral, de Daniel Dommel, inspecteur des finances président de Transparency International France de 1996 à 2003 et de Jean Fayet, industriel, ancien président de Siemens Automotive SA. 
Après une longue période où la principale base de l’association a été la grande maison du baron et de la baronne de Watteville-Berckheim à Boulogne-Billancourt - mise à disposition presque totalement par ses propriétaires qui cependant y vivaient toujours, ainsi qu’un bureau sis Boulevard Flandrin à Paris, l’association a déplacé son bureau à Issy-les-Moulineaux. En dehors de la région parisienne, l’association a aussi opéré en région ouest (autour de Maurice Nosley, implanté en Loire-Atlantique), en Lorraine (autour de Charles Danguy implanté en Moselle) et en Alsace (grâce à Michel Koechlin, implanté à Strasbourg).

## Programmes actuels
L’association comporte plusieurs programmes, tous axés autour de l’objectif central de promotion de la réconciliation, de la paix et de la confiance entre groupes humains différents.

### Programmes nationaux en France

#### Éducation à la paix
Fondé en 2005, le programme Éducation à la Paix s’adresse essentiellement aux enfants et aux jeunes en milieu scolaire visant à leur permettre de développer des compétences sociales afin de mieux vivre-ensemble et de s’engager comme citoyen.  Il a été conçu à partir du patrimoine d’expériences de réconciliation de l’association Initiatives et Changement et  s’inscrivait dans la «Décennie Internationale de Promotion d’une culture de la non-violence et de la paix, au profit des enfants du monde» proclamée par les Nations-Unies en 1998 pour la première décennie du XXIe siècle. Le programme permet notamment de faire réfléchir les jeunes à la violence en milieu scolaire et aux autres voies possibles de résolution de conflit sans éluder la question du respect des droits de chacun. Plusieurs centaines de bénévoles ont été formés à la méthode de travail et participent à des animations en milieu scolaire en région parisienne.

#### Initiatives Dialogue
Lancé en 1998 à la Courneuve, le programme Initiative Dialogue propose des conférences publiques et surtout des  cercles de dialogue afin de permettre des échanges en toute franchise et respect mutuel, permettant à des personnes d’origines ethniques, culturelles et religieuses différentes d’apprivoiser leurs différences. Trois cercles de dialogue fonctionnent en région parisienne. Les conférences publiques font dialoguer publiquement des autorités respectées dans leur milieu d’origine telles que le cheikh Ahmed Jaballah, Ghaleb Bencheikh, Aziz Senni, le père Christian Delorme, les professeurs Jacques Semelin, Christian Lochon, Guy Coq…

#### Pari(s) à 2
Le projet Pari(s) à 2 permet à un migrant récemment arrivé en France de rencontrer une personne installée en France depuis longtemps, ou née et résidant en France, pour réaliser ensemble une activité culturelle de leur choix, par exemple une visite de musée ou de monument. De 2017 à 2020, 140 duos ont ainis été formés
.

### Participation à des programmes internationaux

#### Réconciliation dans les grands lacs africains
Ce programme déclare en exergue de sa présentation cet extrait de charte de l’UNESCO : "La guerre naît dans le cœur et l'esprit des hommes. C'est dans le cœur et l'esprit des hommes qu'il faut ériger les remparts de la paix." Initié par des Africains provenant de la région des grands lacs installés en France, notamment le Français d’origine congolaise Michel Kipoké, ce programme s’est avant tout déployé au Burundi, où il a permis à plusieurs reprises de rétablir le contact et d’entrer en dialogue avec des mouvements rebelles durs, fermés aux autres médiateurs. Le programme se consacre aujourd’hui à la consolidation de la paix dans la région des grands lacs au travers de formations et de rencontres dédiées. Au cours de son développement, ce programme s’est internationalisé dans son approche et a reçu l’appui de plusieurs chancelleries d’Europe occidentale. Depuis plusieurs années, le principal soutien de ce programme est le Département Fédéral des Affaires Étrangères suisse, qui reconnaît le rôle déterminant joué par Initiatives et Changement au Burundi.  La responsabilité du programme a donc été transférée à Initiatives et Changement international. 

#### Dialogue entre Agriculteurs
Le Dialogue entre Agriculteurs vise à développer une réflexion dans les milieux agricoles axée sur le rôle des agriculteurs du monde entier dans la production alimentaire, la sauvegarde de l'environnement et l’éradication de la pauvreté. Cette réflexion s’appuie sur des rencontres ou des missions internationales permettant de confronter les expériences de terrain voire les techniques agricoles mais aussi les points de vue et présupposés. Les souhaits de ce réseau, selon leur charte, est de :
- Redonner la priorité à la production alimentaire.
- Trouver par eux-mêmes le chemin pour sortir de la pauvreté.
- Assurer localement un minimum d'autosuffisance alimentaire.
- Faire de la conservation des sols un facteur essentiel dans l'équilibre du milieu rural.
- Développer un partenariat avec l'industrie agro-alimentaire et avec les consommateurs.

Ce programme est rattaché au programme international « Farmers’ Dialogue » qui dispose de relais dans de nombreux pays (France, Suisse, Grande-Bretagne, Inde, Kenya, Ouganda,...)